# 胡皡
胡皞（1411年—？），字樂熙，江西吉安府安福縣人，民籍。明朝政治人物。進士出身。

## 生平
江西鄉試第二十二名。正統十三年（1460年）戊辰科會試第四名，殿試登進士第二甲第十一名。

## 家族
曾祖胡觀我。祖父胡文初。父亲胡齊先。